# 汤姆·古德曼-希尔
汤姆·古德曼-希尔（英語：Tom Goodman-Hill，1968年—）是一位英格蘭广播、电影、舞台和电视演員。他在電視劇《異世奇人》、《办公室风云》、《飞天大盗》第五季中演出过。
他的出生名是Tom Hill，在泰恩河畔纽卡斯尔附近长大。他在当演员之前，有当教师的资格。